# Ilario di Buo
Ilario di Buo, italijanski lokostrelec, * 13. december 1965. 
Sodeloval je na lokostrelskem delu poletnih olimpijskih igrah leta 1984, leta 1988, leta 1992, leta 1996, leta 2000 in leta 2004.